# Тушино (пьеса)
«Тушино» — пьеса («драматическая хроника в стихах») в восьми сценах Александра Островского. Написана в 1866 году.
Впервые опубликовано в журнале «Всемирный труд», 1867, No 1.

## История написания
Историческая хроника была задумана Островским в августе, начата 29 сентября и окончена 5 ноября 1866 года.

## Действующие лица
Сцена первая
- Князь Третьяк Фёдорович Сеитов, ростовский воевода.
- Людмила, дочь его.
- Дементий Редриков, московский дворянин.
- Старуха, жена его.
- Максим, Николай, их дети,
- Савлуков, переяславский дворянин.
- Хозяин постоялой избы.
- Дворецкий Сеитова.
- Нянька Людмилы.
- Слуги и сенные девки.

Сцена вторая
- Царь Василий Иванович Шуйский.
- Князь Дмитрий Иванович Шуйский.
- Князь Михайло Васильевич Скопин-Шуйский, воевода Большого полка на Ходынском поле.
- Спальник.
- Дементий Редриков.
- Максим Редриков.
- Николай Редриков.
- Бояре, воеводы и войско.

Сцена третья
- Максим Редриков.
- Николай Редриков.
- Савлуков.
- Подьячий Василий Скурыгин.
- Боярский сын.
- Посадский.
- Торговые и всякие люди.

Сцена четвёртая
- Предводители шаек под начальством пана Лисовского:
- Епифанец, атаман донской.
- Чика, прозванием «Четыре здоровья», атаман терский.
- Беспута, боярский сын.
- Асан-Ураз, романовский мурза.

- Савлуков.
- Максим Редриков.
- Николай Редриков.
- Скурыгин.
- Старик священник.
- Тушинцы разных наций: венгры, поляки, немцы, запорожцы, казаки донские, боярские дети, холопы, крестьяне.

Сцена пятая
- Дмитрий, тушинский вор.
- Князь Рожинский, великий гетман.
- Ян Петр Павлович Сапега, начальник особого отряда.
- Князь Трубецкой.
- Князь Масальский.
- Максим Редриков.
- Сафонов, дьяк.
- Коморник.
- Свита самозванца из московских выходцев и поляков.

Сцена шестая
- Третьяк Сеитов, воевода.
- Людмила.
- Николай Редриков.
- Нянька и сенные девки.

Сцена седьмая
- Епифанец.
- Чика.
- Асан-Ураз.
- Беспута.
- Максим Редриков.
- Савлуков.
- Казаки.

Сцена восьмая
- Сеитов.
- Дементий Редриков.
- Николай Редриков.
- Людмила, жена его.
- Максим Редриков.
- Беспута.
- Ураз.
- Скурыгин.
- Стрелецкий сотник.
- Боярский сын.
- Нянька.
- Лисовский.
- Слуги воеводские.
- Стрельцы.

## Постановки
- 23 ноября (5 декабря) 1867 года — премьера, Малый театр[1].
- 200?-настоящее время — Московский государственный историко-этнографический театр. Режиссёр — Михаил Мизюков. В ролях: Игорь Стам (Максим Редриков), Роман Булатов/Андрей Безымянный (Николай Редриков), Светлана Американцева (Людмила), Дмитрий Колыго (Дементий Редриков)[2].